# 이즈미 교카 문학상
이즈미 교카 문학상(일본어: 泉鏡花文学賞 いずみきょうかぶんがくしょう)은 이즈미 교카 탄생 100주년을 기념하여 1973년에 제정되어 가나자와시에서 주최하는 문학상으로 1년에 한번 발표된다. 기본적으로는 작품에 수여하지만 작가 개인의 업적에 수여하는 경우도 있다.
수상은 심사위원의 합의에 의해 결정되며 수상자는 정상으로 팔모경(八稜鏡), 부상으로 100만엔이 수여된다. 수여대상은 단/장편 모두 가능하다. 